# Aglaopus
Aglaopus är ett släkte av fjärilar. Aglaopus ingår i familjen Thyrididae.

## Bildgalleri

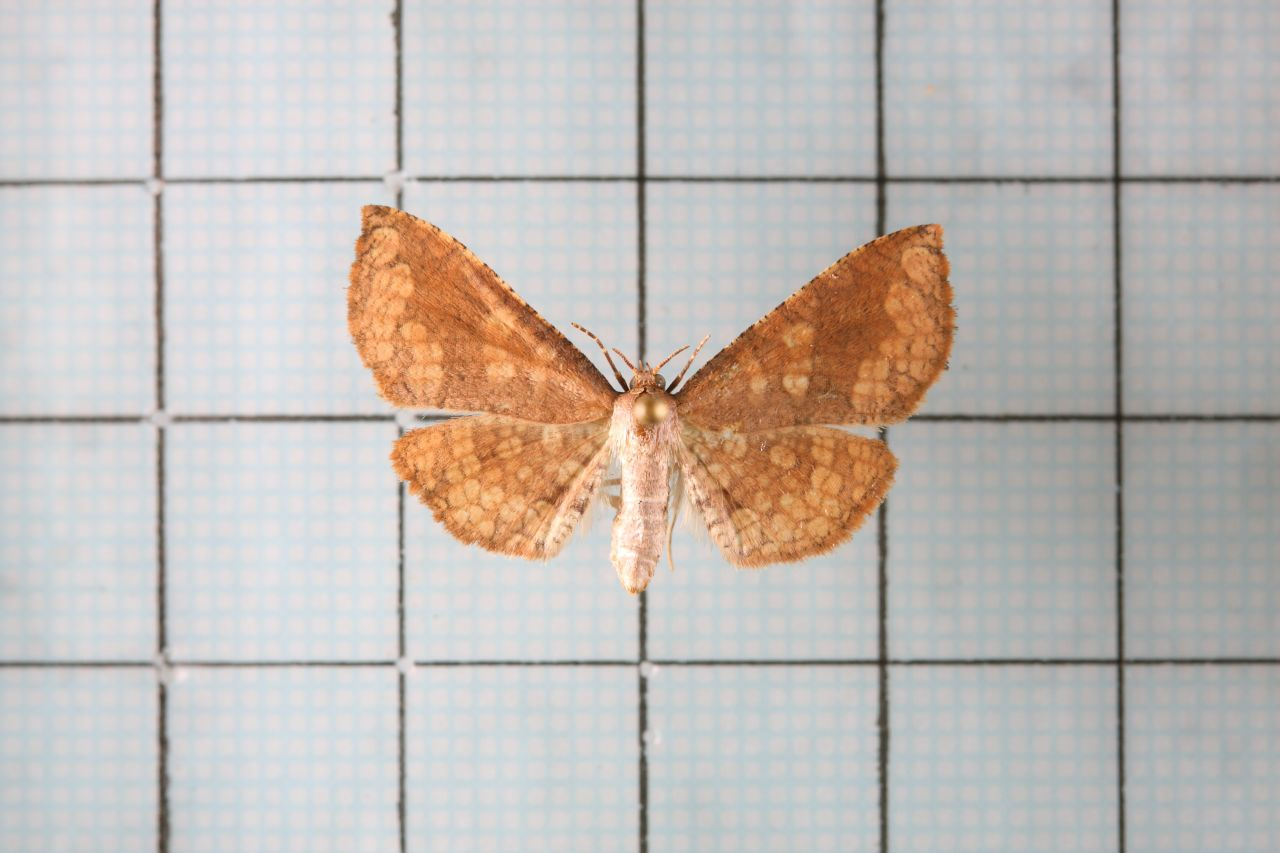
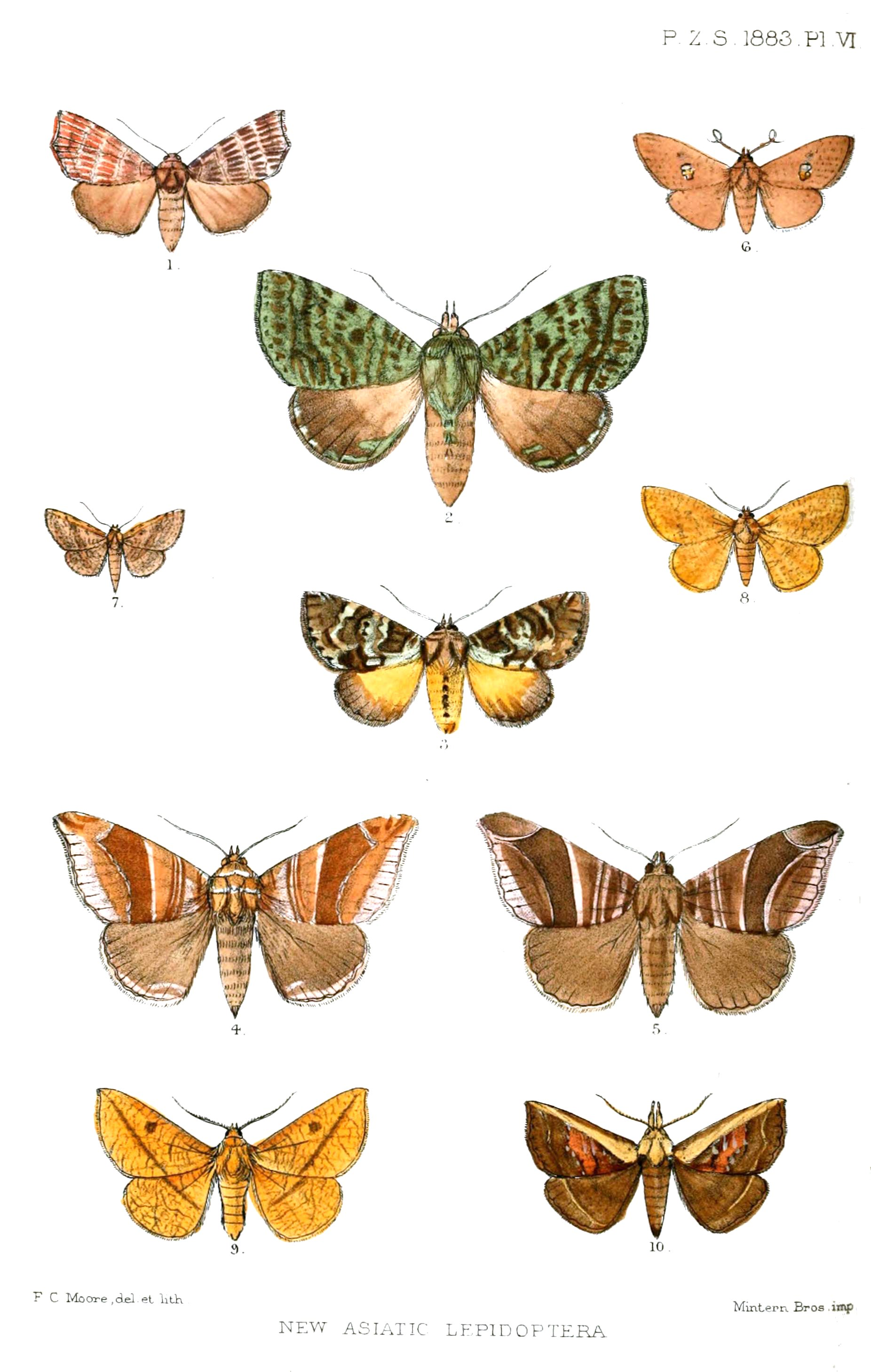

## Dottertaxa tillAglaopus, i alfabetisk ordning[1]
- Aglaopus anxia
- Aglaopus carycina
- Aglaopus centiginosa
- Aglaopus condensata
- Aglaopus costirufata
- Aglaopus decussata
- Aglaopus dentifascia
- Aglaopus ferocia
- Aglaopus ferruginea
- Aglaopus floccosa
- Aglaopus gemmulosa
- Aglaopus glareola
- Aglaopus ignefissa
- Aglaopus industa
- Aglaopus innotata
- Aglaopus irias
- Aglaopus leprosa
- Aglaopus metallifera
- Aglaopus niphocosma
- Aglaopus ochracea
- Aglaopus parata
- Aglaopus pseudoscia
- Aglaopus pyrrhata
- Aglaopus reversa
- Aglaopus scintillans
- Aglaopus sordida
- Aglaopus stramentaria
- Aglaopus suffusa
- Aglaopus whalleyi
- Aglaopus xanthoscia